# Chronica sive Historia de duabus civitatibus
Die Chronica sive Historia de duabus civitatibus, auch Geschichte der zwei Reiche oder Weltchronik des Otto von Freising genannt, ist eines der bedeutendsten Geschichtswerke des deutschen Mittelalters.
Das lateinisch verfasste Werk des Bischofs Otto von Freising entstand zwischen 1143 und 1146. Die erste gedruckte Version erschien 1515. Es gehört zum Typus der mittelalterlichen Weltchroniken und schildert in sieben Büchern die gesamte Geschichte der Menschheit von der Erschaffung der Welt bis zur Gegenwart des Autors und im achten eine Vision des Jüngsten Gerichts. Der Verfasser aus der Familie der Babenberger, ein Verwandter und Parteigänger des späteren Kaisers Friedrich Barbarossa, sah das römisch-deutsche Reich in der Tradition der antiken Reiche der Babylonier, Perser, Griechen bzw. Makedonen und Römer und wies ihm eine bedeutende Rolle im göttlichen Heilsplan (Historia salutis) zu.
Otto von St. Blasien schrieb mit seiner Chronik von St. Blasien eine Fortsetzung.

## Ausgaben
- Adolf Hofmeister (Hrsg.): Scriptores rerum Germanicarum in usum scholarum separatim editi 45: Ottonis episcopi Frisingensis Chronica sive Historia de duabus civitatibus. Hannover 1912 (Monumenta Germaniae Historica, Digitalisat)
- Otto von Freising: Chronik oder die Geschichte der zwei Staaten. Übersetzt von Adolf Schmidt, herausgegeben von Walther Lammers. 4. Auflage. (Ausgewählte Quellen zur deutschen Geschichte des Mittelalters, Bd. 16), Darmstadt 1980, ISBN 3-534-00174-5 (lateinisch/deutsch).